# نبرد اوئنو
نبرد اوئنو (به ژاپنی: 上野戦争 Ueno Sensō) یکی از نبردهای جنگ بوشین بود که در ۴ اوت ۱۸۶۸ میلادی مابین شوگیتای، طرفداران وفادار به شوگون و طرفداران امپراتور میجی درگرفت.

## زمینه
اگرچه شوگیتای عمدتاً از ملازمان سابق توکوگاوا و ساکنان استان‌های اطراف تشکیل شده بود، برخی از قلمروها از شوگیتای حمایت می‌کردند، مانند هان تاکادا (ولایت اچیگو، ۱۵۰٬۰۰۰ ککو)، هان اوباما (استان واکاسا)، قلمرو تاکاساکی (ولایت کوزوکه) و قلمرو یوکی (ولایت شیموسا، ۱۸۰۰۰ ککو).
در مقابل آنها نیروهای ترکیبی قلمرو چوشو، قلمرو اومورا، سادوارا، قلمرو هیزن، ولایت چیکوگو، قلمرو اوواری، ولایت بیزن، قلمرو کوماموتو دامنه‌ها، تحت فرمان کلی اومورا ماسوجیرو از چوشو بودند.
شیبوساوا سی‌ایچیرو و آمانو هاچیرو در ابتدا شوگیتای ۲۰۰۰ نفری را به اوئنو فرستادند تا از توکوگاوا یوشینوبو که در آن زمان در معبد کانئی اوئنو در حبس خودخواسته بود، و شاهزاده کیتاشیراکاوا یوشی‌هیسا، راهب بزرگ معبد، که قرار بود به عنوان «امپراتور توبو» رهبر سلسله مقاومت توکوگاوا شود، محافظت کنند.
شوگیتای‌ها از پایگاه خود، سربازان امپراتوری را آزار و اذیت می‌کردند و در ادو مشکل ایجاد می‌کردند و بدین ترتیب، طرف امپراتوری را، اگرچه از نظر تعداد کمتر بود، مجبور به اقدام می‌کردند. با این حال، بنای یادبودی که توسط دولت میجی به درخواست خانواده‌های بازمانده شوگیتای ساخته شد، به وضوح و صادقانه از ۱۵۰۰ شوگیتای در مقابل حدود ۱۰٬۰۰۰ سرباز امپراتوری یاد می‌کند، از این رو بنای یادبودی برای روحیه جنگجو و وفاداری آنها است.

## چرا کیکی از قلعه اوساکا عقب‌نشینی کرد
بزرگ‌ترین دلیل این بود که او نمی‌خواست به عنوان دشمن دربار ژاپن شناخته شود. در نبرد توبا-فوشیمی، ارتش‌های ساتسوما و چوشو پرچم نیشیکینومی ja:錦の御旗 (پرچم دربار امپراتوری) را برافراشتند. پرچم دربار امپراتوری پرچمی بود که فقط توسط ارتش امپراتوری، نیروهای نظامی دربار امپراتوری، می‌توانست برافراشته شود و نشانه گرفتن اسلحه به سمت پرچم دربار امپراتوری به این معنی بود که کسی که علیه امپراتور شورش کرده بود، دشمن دربار امپراتوری شده بود. برای یوشینوبو (کیکی) که از سنین جوانی میتوگاکو (طرفدار احترام به امپراتور) را مطالعه کرده بود، این احتمالاً غیرقابل بخشش بود. «حادثه فرار از قلعه اوساکا» به دوران سیاسی یوشینوبو پایان داد و او در نهایت دولت جدید به رهبری قلمرو ساتسوما را پذیرفت. یوشینوبو به دلیل اعمالش که شایسته یک سامورایی نبود، مانند فرار از جنگ در مواجهه با دشمن، نه تنها توسط دشمنانش، بلکه توسط متحدانش نیز مورد انتقاد قرار گرفت و این حادثه بزرگ‌ترین لکه ننگ در زندگی او شد و بر زندگی او و شهرت آیندگان سایه افکند.